# Едвард Каллен
Е́двард Ка́ллен — головний персонаж серії книг Стефані Маєр «Сутінки», молодий вампір, якому фізично 17 років. Насправді ж він народився 1901 року 20 червня в Чикаго, штат Іллінойс.
Він і його батьки, Едвард та Елізабет Мейсен, 1918 року захворіли на «іспанку». Осиротілого і вмираючого Едварда лікар Карлайл Каллен перетворив на вампіра. Карлайл виховував Едварда як свого сина і навчав його законів життя, незвичним для типового вампіра, вигаданого світу Стефані Маєр. Найголовніше його кредо — не «вживати» людей, натомість пити кров тварин. Через це Едвард і його сім'я, батьки Карлайл і Есме, брати та сестри — Еліс, Джаспер, Розалі та Еммет часто вступають у конфлікт з іншими вампірами. Ще одна причина конфліктів — Ізабелла (Белла) Свон — кохана дівчина Едварда.
Роль Едварда в екранізації роману Стефані Маєр «Сутінки» 2008 року зіграв актор Роберт Паттінсон. Він також знімався у другому фільмі за серією книг письменниці «Сутінкова сага»: Молодий місяць (англ. The Twilight Saga: New Moon), світова прем'єра якого відбулася на 16 листопада 2009 року. Паттінсон гратиме роль Едварда Каллена у третьому і четвертому фільмах.

## Зовнішність і звички
Як і всі вампіри в серії книг «Сутінкова сага» Стефані Маєр, Едвард надзвичайно гарний. Белла порівнює його з грецьким богом Адонісом. Шкіра Едварда, «як порцеляна» — дуже бліда, холодна, як лід, і блищить на сонці. Очі до перетворення були зелені, після — набули кольору золотого топазу. Його зовнішність змінюється. Коли довго не їсть — очі темніють і з'являються темні кола під очима."
Едвард, як і всі вампіри зі світу «Сутінок», має надлюдську красу, силу, швидкість і стійкість. Його аромат і голос настільки чаруючі, що інколи дурманливо діють і на Беллу. В «Сутінках» Едвард розповідає, що, як й іншим вампірам, йому не потрібно дихати, дихає він тільки за звичкою. Він не може перетравлювати людську їжу, вона для нього — як земля для звичайної людини.
Також Едвард має деякі здібності, характерні лише для нього. Він — найшвидший з Калленів. Можливо, через те, що за життя був занадто чутливий до інших людей, він може читати думки будь-кого в радіусі кількох миль. Єдиний виняток — Белла, адже, як виявляється в четвертому томі «Саги», Белла має рідкісний дар — захисний щит.

## Події в романах

### «Сутінки»
В середній школі Форкса Едвард знайомиться з дівчиною, думки якої він не може читати. Запах Белли Свон зводить вампіра з розуму, провокуючи до нападу. І лише ціною неймовірних зусиль, постійним самоконтролем Едварду все ж вдається перемогти свій основний інстинкт — спрагу, яку викликала Белла. Пізніше Едвард зізнається Беллі, що вона його «особистий сорт героїну». Дівчина відрізнялася від решти людей не тільки тим, що юнак не міг читати її думки, а й тим, що вона мала здібність притягати неприємності. Едварду доводиться раз за разом рятувати її й він все більше закохується в неї. Однак, він розумів, що може просто не витримати й вбити її. Проте, невдовзі виявляється, що дівчина теж небайдужа до нього, вона розуміє, що Едвард вампір і зізнається, що для неї — це не важливо. Вони починають зустрічатися.
Одного разу на територію Калленів заходять вампіри-кочовики, що не дотримуються «вегетаріанської дієти». Один з них, Джеймс, вампір-шукач, що вміє знаходити жертву на великих відстанях. Він починає полювання за Беллою. Едвард намагається сховати Беллу, але це не допомагає — Джеймс хитрощами виманює Беллу. Каллени встигають прийти на допомогу і вбити Джеймса.

### «Молодий місяць»
Під час святкування свого дня народження, Белла ранить палець і Джаспер, брат-вампір Едварда, який недавно став «вегетаріанцем», мало не нападає на неї. Едвард вирішує розлучитися з Беллою для безпеки дівчини, брешучи, що розлюбив її. Сімейство Калленів їде з Форксу. Белла дуже страждає і старається повернутися до нормального життя з допомогою друга Джейкоба Блека, який виявляється перевертнем. Між ними виникає сильний духовний зв'язок. Одного разу Белла пірнає в воду з високої скелі й ледь не гине, але на допомогу приходить Джейкоб. Стрибок спостерігає Еліс — сестра Едварда, яка бачить майбутнє. Вона думає, що Белла здійснила самогубство, через те що з появою Джейкоба майбутнє Белли уривається. Едвард дізнається від своєї сестри Розалі, що Белла мертва, і їде в Італію, щоб попросити аристократичний клан Вольтурі вбити його. Еліс, бажає зупинити брата, вчасно доставляє Беллу в Італію. Едвард бачить, що дівчина жива, і відмовляється від самогубства та признається, що кохає її. Після чого вони повертаються у Форкс.

### «Затемнення»
Белла намагається підтримувати з Джейкобом дружні стосунки, хоч Едвард вважає це небезпечним. Джейкоб категорично проти того, щоб Белла стала вампіром. Раптово з'являється Вікторія, яка бажає помститися за свого загиблого в «Сутінках» партнера Джеймса. Для того, щоб вбити Беллу, вона створює загін новообернених вампірів. Щоб врятувати Беллу, Каллени вирішують тимчасово об'єднатися з перевертнями. В результаті загін новообернених розбитий, Вікторія гине в сутичці з Едвардом, між вампірами-вегетаріанцями та перевертнями встановлюється міцний мир. Белла знову підтверджує своє рішення стати вампіром, щоб завжди бути разом з Едвардом.

### «Світанок»
В завершальній частині саги Едвард та Белла стають чоловіком та дружиною, після чого їдуть на медовий місяць, де Белла вагітніє. Дитя розвивається надзвичайно швидко і це мало не вбиває матір. Проте Белла все ж хоче народжувати. Щоправда, під час родів вона виявляється на межі життя та смерті, тож Едвард перетворює її на вампіра. Едвард отруює її своєю отрутою, вколовши шприц прямо в серце. Белла стає вампіром, а її з Едвардом дитина Ренесмі, що одержала жартівливе прізвисько «Нессі», виявляється напіввампіром-напівлюдиною.
Проте Вольтурі одержують хибну інформацію про те, що Каллени обернули маля, створивши безсмертне дитя, що є строго забороненим табу, що карається смертю. Причиною, зокрема, є і те, що такі створіння є некеровані. Вольтурі направляється в Форкс, щоб вбити Ренесмі й заодно покарати, доволі могутній, з їхньої думки, клан Калленів, які можуть загрожувати їхньому верховенству.
Карлайл, голова сімейства Калленів, починає збирати друзів-вампірів зі всього світу, щоб вони підтвердили безпеку Ренесмі. Врешті-решт, Вольтурі доводиться вислухати історію Ренесмі, і вони відступають, через те, що Еліс знаходить вчасно ще одного напіввампіра, що не становить небезпеки.
| книги | Це незавершена стаття про книгу. Ви можете допомогти проєкту, виправивши або дописавши її. |